# Pietro Magri
Pietro Magri (Vigarano Mainarda, 10 mai 1873 – Sanctuaire d'Oropa (Biella), 24 juillet 1937) est un religieux, maître de chapelle et organiste italien.

## Biographie
Ayant été formé au séminaire de Faenza et ordonné prêtre, il apprend le chant entre 1889 et 1894, après avoir terminé ses études de musique avec les frères Cicognani. Appelé par Lorenzo Perosi à Venise, il va travailler comme maître suppléant à Saint-Marc, directeur de la chapelle de San Salvatore et professeur de chant au séminaire et autres institutions.
En 1901 il s'installe à Bari où il est maître de chapelle jusqu'en 1910, quand il va à la Cathédrale de Lecce.
En 1912, il a la charge de maître de la chapelle Eusébienne de Verceil, succédant à Raffaele Casimiri. En 1919 il s'installe à Oropa où il est organiste et maître de chapelle jusqu'à sa mort le 24 juillet 1937.

## Œuvres
Le catalogue de ses œuvres comprend plus de 700 opus, principalement de la musique sacrée dont de grandes compositions comme les oratorios 
- Omaggio a Cristo Re (1904),
- La Reine des Pyrénées, oratorio en 3 parties, texte italien de Domenico Arnoldi, texte français de Médard Ilge, 1913, Lourdes
- Joseph, oratorio en 3 parties, texte de Domenico Arnoldi, 1915, créé à Fribourg en 1931
- La Regina delle Alpi, oratorio en 3 parties, texte de Domenico Arnoldi, 1920, Oropa
- Regina Potens, melodramma-oratorio in 3 quadri, 1922, Turin
- Il Cantico di Frate Sole, grande cantata, texte de François d'Assise, 1917
- Il pellegrinaggio ad Oropa, oratorio en 3 parties, 1925
- Bernadette (inachevé ), texte de Domenico Arnoldi, 1937.

Également il a composé 24 messes complètes (dont un Requiem), de nombreuses cantates sacrées, de la musique de chambre et d'orchestre dont la suite symphonique "Ferrara", des opéras, opérettes et vaudevilles, dont :
- Il piccolo Giotto, bozzetto lirico-storico, en 1 acte, Turin, 1927
- Una prima escursione in montagna, opérette en 2 actes, texte de Rodolfo Baccolini, Turin, 1925
- Maddalena di Canossa in Cina, melodramma sacro, en 2 parties, texte de L. Pajarola, 1927
- La buona novella, opera sacro-teatrale in 3 atti, texte de Germano Caselli, 1928
- Morte e Risurrezione, opera sacro-teatrale, 1928
- Cane e Gatto, scherzo-farsa, 1929
- I Ciabattini, scherzo-farsa, 1929
- La disfida di... burletta, operetta in 3 atti, 1934
- Vestali e Vergini Cristiane, chœurs pour une comédie; 1935

## Source de la traduction
- (it) Cet article est partiellement ou en totalité issu de l’article de Wikipédia en italien intitulé « Pietro Magri » (voir la liste des auteurs).